# فارا دآلپاگو
فارا دآلپاگو (به ایتالیایی: Farra d'Alpago) یک کومونه در ایتالیا است که در استان بلونو واقع شده‌است.

## خصوصیات
فارا دآلپاگو ۴۱٫۲ کیلومترمربع مساحت و ۲٬۷۸۷ نفر جمعیت دارد.